# Arctic Monkeys/Auszeichnungen für Musikverkäufe

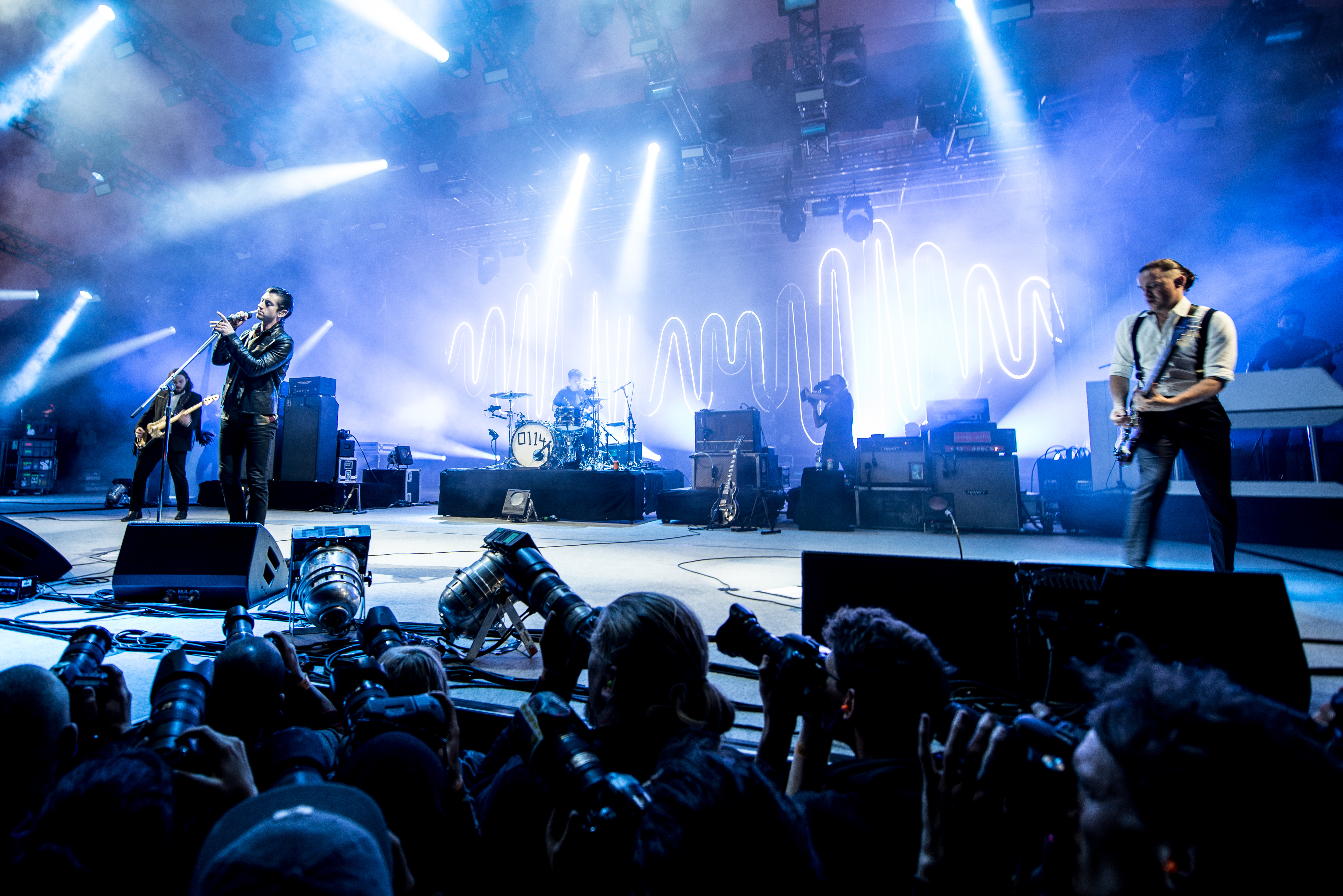
Arctic Monkeys (2014)

Dies ist eine Übersicht über die Auszeichnungen für Musikverkäufe der englischen Indie-Rock-Band Arctic Monkeys. Die Auszeichnungen finden sich nach ihrer Art (Gold, Platin usw.), nach Staaten getrennt in chronologischer Reihenfolge, geordnet sowie nach den Tonträgern selbst, ebenfalls in chronologischer Reihenfolge, getrennt nach Medium (Alben, Singles usw.), wieder.

## Auszeichnungen
| - Vereinigtes Königreich - 2020: für die Single Four Out of Five - 2020: für das Lied Leave Before the Lights Come On - 2021: für das Lied Riot Van - 2022: für das Lied Do Me A Favour - 2022: für das Lied I Want It All - 2022: für das Lied Fireside - 2022: für das Lied Still Take You Home - 2023: für das Lied Bigger Boys And Stolen Sweethearts - 2023: für das Lied Mad Sounds - 2023: für das Lied Red Light Indicates Doors Are Secured - 2023: für das Lied Balaclava - 2023: für das Lied D Is For Dangerous - 2023: für das Lied Stop The World I Wanna Get Off With You - 2023: für die Single Tranquility Base Hotel & Casino - 2024: für das Lied Only Ones Who Know - 2024: für das Lied You Probably Couldn’t See for the Lights But You Were Staring Straight at Me - 2024: für die Single There’d Better Be a Mirrorball - 2024: für die Single Black Treacle - 2024: für die Single Suck It and See - 2024: für das Lied Perhaps Vampires is a Bit Strong But… - 2024: für die Single My Propeller - 2025: für die Single Body Paint - 2025: für das Lied Star Treatment - Australien - 2007: für das Album Favourite Worst Nightmare - 2014: für die Single Why’d You Only Call Me When You’re High? - Belgien - 2014: für das Album AM - 2021: für die Single Do I Wanna Know? - Dänemark - 2020: für die Single When the Sun Goes Down - 2023: für die Single Fluorescent Adolescent - 2025: für die Single Snap Out of It - Deutschland - 2019: für die Single Do I Wanna Know? - Griechenland - 2023: für die Single Snap Out of It - 2023: für die Single Arabella - 2023: für die Single Fluorescent Adolescent - Italien - 2018: für die Single Arabella - 2021: für das Album Whatever People Say I Am, That’s What I’m Not - 2023: für die Single Snap Out of It - 2024: für die Single I Bet You Look Good on the Dancefloor - Japan - 2006: für das Album Whatever People Say I Am, That’s What I’m Not - 2007: für das Album Favourite Worst Nightmare - Kanada - 2025: für das Lied Fireside - 2025: für das Lied Baby I’m Yours - 2025: für das Lied Mardy Bum - 2025: für die Single Crying Lightning - 2025: für die Single One for the Road - 2025: für das Album Humbug - 2025: für die Single When the Sun Goes Down - Norwegen - 2016: für das Album AM - Portugal - 2013: für das Album AM - Spanien - 2024: für die Single 505 - 2024: für die Single Arabella - 2024: für die Single I Bet You Look Good on the Dancefloor - 2024: für die Single When the Sun Goes Down - 2024: für das Lied Mardy Bum - 2024: für die Single Snap Out of It - Vereinigte Staaten - 2024: für die Single One for the Road - 2025: für die Single When the Sun Goes Down - 2025: für das Lied Mardy Bum - 2025: für das Lied Baby I’m Yours - Vereinigtes Königreich - 2013: für das Videoalbum At the Apollo - 2018: für das Album Tranquility Base Hotel & Casino - 2022: für das Album The Car - 2022: für die Single One for the Road - 2022: für das Lied A Certain Romance - 2023: für das Lied Fake Tales of San Francisco - 2023: für das Lied Dancing Shoes - 2024: für die Single Don’t Sit Down ’Cause I’ve Moved Your Chair - 2024: für die Single Cornerstone - 2024: für das Lied The View From the Afternoon - 2025: für das Lied Old Yellow Bricks | - Australien - 2009: für das Album Whatever People Say I Am, That’s What I’m Not - 2014: für die Single Do I Wanna Know? - Dänemark - 2023: für die Single Why’d You Only Call Me When You’re High? - 2024: für das Lied I Wanna Be Yours - 2025: für die Single R U Mine? - 2025: für die Single 505 - Europa (IFPI) - 2007: für das Album Whatever People Say I Am, That’s What I’m Not - Frankreich - 2019: für das Album AM - Griechenland - 2022: für die Single R U Mine? - Irland - 2013: für das Album AM - Italien - 2019: für die Single R U Mine? - 2021: für die Single Why’d You Only Call Me When You’re High? - 2024: für die Single 505 - 2024: für das Album Favourite Worst Nightmare - 2024: für die Single Fluorescent Adolescent - Kanada - 2025: für das Lied Knee Socks - 2025: für die Single Arabella - 2025: für die Single I Bet You Look Good on the Dancefloor - 2025: für das Album Whatever People Say I Am, That’s What I’m Not - 2025: für die Single Snap Out of It - 2025: für das Lied No.1 Party Anthem - Neuseeland - 2021: für die Single Arabella - 2022: für das Album Favourite Worst Nightmare - 2022: für die Single I Bet You Look Good on the Dancefloor - Niederlande - 2023: für das Album AM - Polen - 2016: für das Album AM - Spanien - 2024: für die Single R U Mine? - 2024: für die Single Why’d You Only Call Me When You’re High? - 2024: für die Single Fluorescent Adolescent - Vereinigte Staaten - 2023: für das Album Whatever People Say I Am, That’s What I’m Not - 2024: für die Single Snap Out of It - 2024: für das Lied Knee Socks - 2024: für die Single I Bet You Look Good on the Dancefloor - 2024: für die Single Arabella - 2025: für das Lied No.1 Party Anthem - Vereinigtes Königreich - 2013: für das Album Humbug - 2014: für das Album Suck It and See - 2021: für die Single Brianstorm - 2023: für die Single Teddy Picker - 2023: für das Lied From The Ritz To The Rubble - 2024: für das Lied Knee Socks - 2024: für die Single Crying Lightning - 2025: für das Lied No.1 Party Anthem - Australien - 2016: für das Album AM - Dänemark - 2021: für das Album Whatever People Say I Am, That’s What I’m Not - 2025: für die Single Do I Wanna Know? - 2025: für das Album Favourite Worst Nightmare - Italien - 2018: für die Single Do I Wanna Know? - 2024: für das Lied I Wanna Be Yours - Mexiko - 2019: für die Single Why’d You Only Call Me When You’re High? - 2019: für das Album AM - Neuseeland - 2023: für die Single R U Mine? - 2024: für die Single Fluorescent Adolescent - 2025: für das Album Whatever People Say I Am, That’s What I’m Not - Portugal - 2022: für die Single R U Mine? - Spanien - 2024: für das Lied I Wanna Be Yours - Vereinigtes Königreich - 2024: für das Lied I Wanna Be Yours - 2024: für die Single Snap Out of It - 2025: für die Single Arabella | - Mexiko - 2019: für die Single Do I Wanna Know? - Griechenland - 2024: für die Single Why’d You Only Call Me When You’re High? - 2024: für die Single 505 - Italien - 2024: für das Album AM - Kanada - 2025: für die Single R U Mine? - Neuseeland - 2024: für die Single 505 - 2025: für das Lied I Wanna Be Yours - Spanien - 2025: für die Single Do I Wanna Know? - Vereinigte Staaten - 2025: für die Single R U Mine? - Vereinigtes Königreich - 2023: für die Single R U Mine? - 2023: für die Single When the Sun Goes Down - 2024: für das Lied Mardy Bum - 2024: für die Single 505 - Dänemark - 2025: für das Album AM - Europa (Impala) - 2016: für das Album AM - Griechenland - 2025: für die Single Do I Wanna Know? - Kanada - 2025: für das Lied I Wanna Be Yours - Neuseeland - 2024: für die Single Why’d You Only Call Me When You’re High? - Portugal - 2023: für die Single Why’d You Only Call Me When You’re High? - Vereinigte Staaten - 2024: für das Album AM - 2025: für das Lied I Wanna Be Yours - Vereinigtes Königreich - 2022: für das Album Favourite Worst Nightmare - 2023: für die Single I Bet You Look Good on the Dancefloor - 2024: für die Single Fluorescent Adolescent - 2025: für die Single Why’d You Only Call Me When You’re High? - Kanada - 2025: für das Album AM - Portugal - 2023: für das Lied I Wanna Be Yours - Vereinigte Staaten - 2025: für die Single Why’d You Only Call Me When You’re High? - Vereinigtes Königreich - 2025: für die Single Do I Wanna Know? - Kanada - 2025: für die Single Why’d You Only Call Me When You’re High? - Neuseeland - 2025: für das Album AM - 2025: für die Single Do I Wanna Know? - Portugal - 2023: für die Single Do I Wanna Know? - Vereinigte Staaten - 2023: für die Single Do I Wanna Know? - Vereinigtes Königreich - 2025: für das Album AM - Vereinigtes Königreich - 2024: für das Album Whatever People Say I Am, That’s What I’m Not - Europa (Impala) - 2009: für das Album Favourite Worst Nightmare - 2010: für das Album Humbug - Griechenland - 2024: für das Lied I Wanna Be Yours - Kanada - 2025: für die Single Do I Wanna Know? |

## Auszeichnungen nach Alben

### Whatever People Say I Am, That’s What I’m Not
| Land/Region                  | Auszeichnungen für Musikverkäufe (Land/Region, Auszeichnung, Verkäufe) | Verkäufe    |
| ---------------------------- | ---------------------------------------------------------------------- | ----------- |
| Australien (ARIA)            | Platin                                                                 | 70.000      |
| Dänemark (IFPI)              | 2× Platin                                                              | 40.000      |
| Europa (IFPI)                | Platin                                                                 | (1.000.000) |
| Italien (FIMI)               | Gold                                                                   | 25.000      |
| Japan (RIAJ)                 | Gold                                                                   | 100.000     |
| Kanada (MC)                  | Platin                                                                 | 100.000     |
| Neuseeland (RMNZ)            | 2× Platin                                                              | 30.000      |
| Vereinigte Staaten (RIAA)    | Platin                                                                 | 1.000.000   |
| Vereinigtes Königreich (BPI) | 8× Platin                                                              | 2.400.000   |
| Insgesamt                    | 2× Gold · 16× Platin ·                                                 | 3.765.000   |

### Favourite Worst Nightmare
| Land/Region                  | Auszeichnungen für Musikverkäufe (Land/Region, Auszeichnung, Verkäufe) | Verkäufe  |
| ---------------------------- | ---------------------------------------------------------------------- | --------- |
| Australien (ARIA)            | Gold                                                                   | 35.000    |
| Dänemark (IFPI)              | 2× Platin                                                              | 40.000    |
| Europa (Impala)              | Diamant                                                                | (250.000) |
| Italien (FIMI)               | Platin                                                                 | 50.000    |
| Japan (RIAJ)                 | Gold                                                                   | 100.000   |
| Neuseeland (RMNZ)            | Platin                                                                 | 15.000    |
| Vereinigtes Königreich (BPI) | 4× Platin                                                              | 1.200.000 |
| Insgesamt                    | 2× Gold · 8× Platin · 1× Diamant ·                                     | 1.440.000 |

### Humbug
| Land/Region                  | Auszeichnungen für Musikverkäufe (Land/Region, Auszeichnung, Verkäufe) | Verkäufe  |
| ---------------------------- | ---------------------------------------------------------------------- | --------- |
| Europa (Impala)              | Diamant                                                                | (250.000) |
| Kanada (MC)                  | Gold                                                                   | 40.000    |
| Vereinigtes Königreich (BPI) | Platin                                                                 | 446.000   |
| Insgesamt                    | 1× Gold · 1× Platin · 1× Diamant ·                                     | 486.000   |

### Suck It and See
| Land/Region                  | Auszeichnungen für Musikverkäufe (Land/Region, Auszeichnung, Verkäufe) | Verkäufe |
| ---------------------------- | ---------------------------------------------------------------------- | -------- |
| Vereinigtes Königreich (BPI) | Platin                                                                 | 450.000  |
| Insgesamt                    | 1× Platin ·                                                            | 450.000  |

### AM
| Land/Region                  | Auszeichnungen für Musikverkäufe (Land/Region, Auszeichnung, Verkäufe) | Verkäufe    |
| ---------------------------- | ---------------------------------------------------------------------- | ----------- |
| Australien (ARIA)            | 2× Platin                                                              | 140.000     |
| Belgien (BRMA)               | Gold                                                                   | 15.000      |
| Dänemark (IFPI)              | 4× Platin                                                              | 80.000      |
| Europa (Impala)              | 4× Platin                                                              | (1.600.000) |
| Frankreich (SNEP)            | Platin                                                                 | 100.000     |
| Irland (IRMA)                | Platin                                                                 | 15.000      |
| Italien (FIMI)               | 3× Platin                                                              | 150.000     |
| Kanada (MC)                  | 5× Platin                                                              | 400.000     |
| Mexiko (AMPROFON)            | 2× Platin                                                              | 120.000     |
| Neuseeland (RMNZ)            | 6× Platin                                                              | 90.000      |
| Niederlande (NVPI)           | Platin                                                                 | 40.000      |
| Norwegen (IFPI)              | Gold                                                                   | 15.000      |
| Polen (ZPAV)                 | Platin                                                                 | 20.000      |
| Portugal (AFP)               | Gold                                                                   | 7.500       |
| Vereinigte Staaten (RIAA)    | 4× Platin                                                              | 4.000.000   |
| Vereinigtes Königreich (BPI) | 7× Platin                                                              | 2.100.000   |
| Insgesamt                    | 3× Gold · 41× Platin ·                                                 | 7.292.500   |

### Tranquility Base Hotel & Casino
| Land/Region                  | Auszeichnungen für Musikverkäufe (Land/Region, Auszeichnung, Verkäufe) | Verkäufe |
| ---------------------------- | ---------------------------------------------------------------------- | -------- |
| Vereinigtes Königreich (BPI) | Gold                                                                   | 247.000  |
| Insgesamt                    | 1× Gold ·                                                              | 247.000  |

### The Car
| Land/Region                  | Auszeichnungen für Musikverkäufe (Land/Region, Auszeichnung, Verkäufe) | Verkäufe |
| ---------------------------- | ---------------------------------------------------------------------- | -------- |
| Vereinigtes Königreich (BPI) | Gold                                                                   | 100.000  |
| Insgesamt                    | 1× Gold ·                                                              | 100.000  |

## Auszeichnungen nach Singles

### I Bet You Look Good on the Dancefloor
| Land/Region                  | Auszeichnungen für Musikverkäufe (Land/Region, Auszeichnung, Verkäufe) | Verkäufe  |
| ---------------------------- | ---------------------------------------------------------------------- | --------- |
| Italien (FIMI)               | Gold                                                                   | 50.000    |
| Kanada (MC)                  | Platin                                                                 | 80.000    |
| Neuseeland (RMNZ)            | Platin                                                                 | 30.000    |
| Spanien (Promusicae)         | Gold                                                                   | 30.000    |
| Vereinigte Staaten (RIAA)    | Platin                                                                 | 1.000.000 |
| Vereinigtes Königreich (BPI) | 4× Platin                                                              | 2.400.000 |
| Insgesamt                    | 2× Gold · 7× Platin ·                                                  | 3.590.000 |

### When the Sun Goes Down
| Land/Region                  | Auszeichnungen für Musikverkäufe (Land/Region, Auszeichnung, Verkäufe) | Verkäufe  |
| ---------------------------- | ---------------------------------------------------------------------- | --------- |
| Dänemark (IFPI)              | Gold                                                                   | 45.000    |
| Kanada (MC)                  | Gold                                                                   | 40.000    |
| Spanien (Promusicae)         | Gold                                                                   | 30.000    |
| Vereinigte Staaten (RIAA)    | Gold                                                                   | 500.000   |
| Vereinigtes Königreich (BPI) | 3× Platin                                                              | 1.800.000 |
| Insgesamt                    | 4× Gold · 3× Platin ·                                                  | 2.415.000 |

### Leave Before the Lights Come On
| Land/Region                  | Auszeichnungen für Musikverkäufe (Land/Region, Auszeichnung, Verkäufe) | Verkäufe |
| ---------------------------- | ---------------------------------------------------------------------- | -------- |
| Vereinigtes Königreich (BPI) | Silber                                                                 | 200.000  |
| Insgesamt                    | 1× Silber ·                                                            | 200.000  |

### Brianstorm
| Land/Region                  | Auszeichnungen für Musikverkäufe (Land/Region, Auszeichnung, Verkäufe) | Verkäufe |
| ---------------------------- | ---------------------------------------------------------------------- | -------- |
| Vereinigtes Königreich (BPI) | Platin                                                                 | 600.000  |
| Insgesamt                    | 1× Platin ·                                                            | 600.000  |

### Fluorescent Adolescent
| Land/Region                  | Auszeichnungen für Musikverkäufe (Land/Region, Auszeichnung, Verkäufe) | Verkäufe  |
| ---------------------------- | ---------------------------------------------------------------------- | --------- |
| Dänemark (IFPI)              | Gold                                                                   | 45.000    |
| Griechenland (IFPI)          | Gold                                                                   | 10.000    |
| Italien (FIMI)               | Platin                                                                 | 100.000   |
| Neuseeland (RMNZ)            | 2× Platin                                                              | 60.000    |
| Spanien (Promusicae)         | Platin                                                                 | 60.000    |
| Vereinigtes Königreich (BPI) | 4× Platin                                                              | 2.400.000 |
| Insgesamt                    | 2× Gold · 8× Platin ·                                                  | 2.675.000 |

### 505
| Land/Region                  | Auszeichnungen für Musikverkäufe (Land/Region, Auszeichnung, Verkäufe) | Verkäufe  |
| ---------------------------- | ---------------------------------------------------------------------- | --------- |
| Dänemark (IFPI)              | Platin                                                                 | 90.000    |
| Griechenland (IFPI)          | 3× Platin                                                              | 60.000    |
| Italien (FIMI)               | Platin                                                                 | 100.000   |
| Neuseeland (RMNZ)            | 3× Platin                                                              | 90.000    |
| Spanien (Promusicae)         | Gold                                                                   | 30.000    |
| Vereinigtes Königreich (BPI) | 3× Platin                                                              | 1.800.000 |
| Insgesamt                    | 1× Gold · 11× Platin ·                                                 | 2.170.000 |

### Teddy Picker
| Land/Region                  | Auszeichnungen für Musikverkäufe (Land/Region, Auszeichnung, Verkäufe) | Verkäufe |
| ---------------------------- | ---------------------------------------------------------------------- | -------- |
| Vereinigtes Königreich (BPI) | Platin                                                                 | 600.000  |
| Insgesamt                    | 1× Platin ·                                                            | 600.000  |

### Crying Lightning
| Land/Region                  | Auszeichnungen für Musikverkäufe (Land/Region, Auszeichnung, Verkäufe) | Verkäufe |
| ---------------------------- | ---------------------------------------------------------------------- | -------- |
| Kanada (MC)                  | Gold                                                                   | 40.000   |
| Vereinigtes Königreich (BPI) | Platin                                                                 | 600.000  |
| Insgesamt                    | 1× Gold · 1× Platin ·                                                  | 640.000  |

### Cornerstone
| Land/Region                  | Auszeichnungen für Musikverkäufe (Land/Region, Auszeichnung, Verkäufe) | Verkäufe |
| ---------------------------- | ---------------------------------------------------------------------- | -------- |
| Vereinigtes Königreich (BPI) | Gold                                                                   | 400.000  |
| Insgesamt                    | 1× Gold ·                                                              | 400.000  |

### My Propeller
| Land/Region                  | Auszeichnungen für Musikverkäufe (Land/Region, Auszeichnung, Verkäufe) | Verkäufe |
| ---------------------------- | ---------------------------------------------------------------------- | -------- |
| Vereinigtes Königreich (BPI) | Silber                                                                 | 200.000  |
| Insgesamt                    | 1× Silber ·                                                            | 200.000  |

### Don’t Sit Down ’Cause I’ve Moved Your Chair
| Land/Region                  | Auszeichnungen für Musikverkäufe (Land/Region, Auszeichnung, Verkäufe) | Verkäufe |
| ---------------------------- | ---------------------------------------------------------------------- | -------- |
| Vereinigtes Königreich (BPI) | Gold                                                                   | 400.000  |
| Insgesamt                    | 1× Gold ·                                                              | 400.000  |

### Suck It and See
| Land/Region                  | Auszeichnungen für Musikverkäufe (Land/Region, Auszeichnung, Verkäufe) | Verkäufe |
| ---------------------------- | ---------------------------------------------------------------------- | -------- |
| Vereinigtes Königreich (BPI) | Silber                                                                 | 200.000  |
| Insgesamt                    | 1× Silber ·                                                            | 200.000  |

### Black Treacle
| Land/Region                  | Auszeichnungen für Musikverkäufe (Land/Region, Auszeichnung, Verkäufe) | Verkäufe |
| ---------------------------- | ---------------------------------------------------------------------- | -------- |
| Vereinigtes Königreich (BPI) | Silber                                                                 | 200.000  |
| Insgesamt                    | 1× Silber ·                                                            | 200.000  |

### R U Mine?
| Land/Region                  | Auszeichnungen für Musikverkäufe (Land/Region, Auszeichnung, Verkäufe) | Verkäufe  |
| ---------------------------- | ---------------------------------------------------------------------- | --------- |
| Dänemark (IFPI)              | Platin                                                                 | 90.000    |
| Griechenland (IFPI)          | Platin                                                                 | 20.000    |
| Kanada (MC)                  | 3× Platin                                                              | 240.000   |
| Italien (FIMI)               | Platin                                                                 | 50.000    |
| Neuseeland (RMNZ)            | 2× Platin                                                              | 60.000    |
| Portugal (AFP)               | 2× Platin                                                              | 20.000    |
| Spanien (Promusicae)         | Platin                                                                 | 60.000    |
| Vereinigte Staaten (RIAA)    | 3× Platin                                                              | 3.000.000 |
| Vereinigtes Königreich (BPI) | 3× Platin                                                              | 1.800.000 |
| Insgesamt                    | 17× Platin ·                                                           | 5.340.000 |

### Do I Wanna Know?
| Land/Region                  | Auszeichnungen für Musikverkäufe (Land/Region, Auszeichnung, Verkäufe) | Verkäufe   |
| ---------------------------- | ---------------------------------------------------------------------- | ---------- |
| Australien (ARIA)            | Platin                                                                 | 70.000     |
| Belgien (BRMA)               | Gold                                                                   | 20.000     |
| Dänemark (IFPI)              | 2× Platin                                                              | 180.000    |
| Deutschland (BVMI)           | Gold                                                                   | 150.000    |
| Griechenland (IFPI)          | 4× Platin                                                              | 80.000     |
| Italien (FIMI)               | 2× Platin                                                              | 100.000    |
| Kanada (MC)                  | Diamant                                                                | 800.000    |
| Mexiko (AMPROFON)            | 5× Gold                                                                | 150.000    |
| Neuseeland (RMNZ)            | 6× Platin                                                              | 180.000    |
| Portugal (AFP)               | 6× Platin                                                              | 60.000     |
| Spanien (Promusicae)         | 3× Platin                                                              | 180.000    |
| Vereinigte Staaten (RIAA)    | 7× Platin                                                              | 7.000.000  |
| Vereinigtes Königreich (BPI) | 6× Platin                                                              | 3.600.000  |
| Insgesamt                    | 3× Gold · 39× Platin · 1× Diamant ·                                    | 12.570.000 |

### Why’d You Only Call Me When You’re High?
| Land/Region                  | Auszeichnungen für Musikverkäufe (Land/Region, Auszeichnung, Verkäufe) | Verkäufe  |
| ---------------------------- | ---------------------------------------------------------------------- | --------- |
| Australien (ARIA)            | Gold                                                                   | 35.000    |
| Dänemark (IFPI)              | Platin                                                                 | 90.000    |
| Griechenland (IFPI)          | 3× Platin                                                              | 60.000    |
| Italien (FIMI)               | Platin                                                                 | 70.000    |
| Kanada (MC)                  | 6× Platin                                                              | 480.000   |
| Mexiko (AMPROFON)            | 2× Platin                                                              | 120.000   |
| Neuseeland (RMNZ)            | 4× Platin                                                              | 120.000   |
| Portugal (AFP)               | 4× Platin                                                              | 40.000    |
| Spanien (Promusicae)         | Platin                                                                 | 60.000    |
| Vereinigte Staaten (RIAA)    | 5× Platin                                                              | 5.000.000 |
| Vereinigtes Königreich (BPI) | 4× Platin                                                              | 2.400.000 |
| Insgesamt                    | 1× Gold · 31× Platin ·                                                 | 8.475.000 |

### One for the Road
| Land/Region                  | Auszeichnungen für Musikverkäufe (Land/Region, Auszeichnung, Verkäufe) | Verkäufe |
| ---------------------------- | ---------------------------------------------------------------------- | -------- |
| Kanada (MC)                  | Gold                                                                   | 40.000   |
| Vereinigte Staaten (RIAA)    | Gold                                                                   | 500.000  |
| Vereinigtes Königreich (BPI) | Gold                                                                   | 400.000  |
| Insgesamt                    | 3× Gold ·                                                              | 940.000  |

### Arabella
| Land/Region                  | Auszeichnungen für Musikverkäufe (Land/Region, Auszeichnung, Verkäufe) | Verkäufe  |
| ---------------------------- | ---------------------------------------------------------------------- | --------- |
| Griechenland (IFPI)          | Gold                                                                   | 10.000    |
| Italien (FIMI)               | Gold                                                                   | 25.000    |
| Kanada (MC)                  | Platin                                                                 | 80.000    |
| Neuseeland (RMNZ)            | Platin                                                                 | 30.000    |
| Spanien (Promusicae)         | Gold                                                                   | 30.000    |
| Vereinigte Staaten (RIAA)    | Platin                                                                 | 1.000.000 |
| Vereinigtes Königreich (BPI) | 2× Platin                                                              | 1.200.000 |
| Insgesamt                    | 3× Gold · 5× Platin ·                                                  | 2.375.000 |

### Snap Out of It
| Land/Region                  | Auszeichnungen für Musikverkäufe (Land/Region, Auszeichnung, Verkäufe) | Verkäufe  |
| ---------------------------- | ---------------------------------------------------------------------- | --------- |
| Dänemark (IFPI)              | Gold                                                                   | 45.000    |
| Griechenland (IFPI)          | Gold                                                                   | 10.000    |
| Italien (FIMI)               | Gold                                                                   | 50.000    |
| Kanada (MC)                  | Platin                                                                 | 80.000    |
| Spanien (Promusicae)         | Gold                                                                   | 30.000    |
| Vereinigte Staaten (RIAA)    | Platin                                                                 | 1.000.000 |
| Vereinigtes Königreich (BPI) | 2× Platin                                                              | 1.200.000 |
| Insgesamt                    | 4× Gold · 4× Platin ·                                                  | 2.415.000 |

### Four Out of Five
| Land/Region                  | Auszeichnungen für Musikverkäufe (Land/Region, Auszeichnung, Verkäufe) | Verkäufe |
| ---------------------------- | ---------------------------------------------------------------------- | -------- |
| Vereinigtes Königreich (BPI) | Silber                                                                 | 200.000  |
| Insgesamt                    | 1× Silber ·                                                            | 200.000  |

### Tranquility Base Hotel & Casino
| Land/Region                  | Auszeichnungen für Musikverkäufe (Land/Region, Auszeichnung, Verkäufe) | Verkäufe |
| ---------------------------- | ---------------------------------------------------------------------- | -------- |
| Vereinigtes Königreich (BPI) | Silber                                                                 | 200.000  |
| Insgesamt                    | 1× Silber ·                                                            | 200.000  |

### There’d Better Be a Mirrorball
| Land/Region                  | Auszeichnungen für Musikverkäufe (Land/Region, Auszeichnung, Verkäufe) | Verkäufe |
| ---------------------------- | ---------------------------------------------------------------------- | -------- |
| Vereinigtes Königreich (BPI) | Silber                                                                 | 200.000  |
| Insgesamt                    | 1× Silber ·                                                            | 200.000  |

### Body Paint
| Land/Region                  | Auszeichnungen für Musikverkäufe (Land/Region, Auszeichnung, Verkäufe) | Verkäufe |
| ---------------------------- | ---------------------------------------------------------------------- | -------- |
| Vereinigtes Königreich (BPI) | Silber                                                                 | 200.000  |
| Insgesamt                    | 1× Silber ·                                                            | 200.000  |

## Auszeichnungen nach Liedern

### The View From the Afternoon
| Land/Region                  | Auszeichnungen für Musikverkäufe (Land/Region, Auszeichnung, Verkäufe) | Verkäufe |
| ---------------------------- | ---------------------------------------------------------------------- | -------- |
| Vereinigtes Königreich (BPI) | Gold                                                                   | 400.000  |
| Insgesamt                    | 1× Gold ·                                                              | 400.000  |

### Fake Tales of San Francisco
| Land/Region                  | Auszeichnungen für Musikverkäufe (Land/Region, Auszeichnung, Verkäufe) | Verkäufe |
| ---------------------------- | ---------------------------------------------------------------------- | -------- |
| Vereinigtes Königreich (BPI) | Gold                                                                   | 400.000  |
| Insgesamt                    | 1× Gold ·                                                              | 400.000  |

### Dancing Shoes
| Land/Region                  | Auszeichnungen für Musikverkäufe (Land/Region, Auszeichnung, Verkäufe) | Verkäufe |
| ---------------------------- | ---------------------------------------------------------------------- | -------- |
| Vereinigtes Königreich (BPI) | Gold                                                                   | 400.000  |
| Insgesamt                    | 1× Gold ·                                                              | 400.000  |

### You Probably Couldn’t See for the Lights But You Were Staring Straight at Me
| Land/Region                  | Auszeichnungen für Musikverkäufe (Land/Region, Auszeichnung, Verkäufe) | Verkäufe |
| ---------------------------- | ---------------------------------------------------------------------- | -------- |
| Vereinigtes Königreich (BPI) | Silber                                                                 | 200.000  |
| Insgesamt                    | 1× Silber ·                                                            | 200.000  |

### Still Take You Home
| Land/Region                  | Auszeichnungen für Musikverkäufe (Land/Region, Auszeichnung, Verkäufe) | Verkäufe |
| ---------------------------- | ---------------------------------------------------------------------- | -------- |
| Vereinigtes Königreich (BPI) | Silber                                                                 | 200.000  |
| Insgesamt                    | 1× Silber ·                                                            | 200.000  |

### Riot Van
| Land/Region                  | Auszeichnungen für Musikverkäufe (Land/Region, Auszeichnung, Verkäufe) | Verkäufe |
| ---------------------------- | ---------------------------------------------------------------------- | -------- |
| Vereinigtes Königreich (BPI) | Silber                                                                 | 200.000  |
| Insgesamt                    | 1× Silber ·                                                            | 200.000  |

### Red Light Indicates Doors Are Secured
| Land/Region                  | Auszeichnungen für Musikverkäufe (Land/Region, Auszeichnung, Verkäufe) | Verkäufe |
| ---------------------------- | ---------------------------------------------------------------------- | -------- |
| Vereinigtes Königreich (BPI) | Silber                                                                 | 200.000  |
| Insgesamt                    | 1× Silber ·                                                            | 200.000  |

### Mardy Bum
| Land/Region                  | Auszeichnungen für Musikverkäufe (Land/Region, Auszeichnung, Verkäufe) | Verkäufe  |
| ---------------------------- | ---------------------------------------------------------------------- | --------- |
| Kanada (MC)                  | Gold                                                                   | 40.000    |
| Spanien (Promusicae)         | Gold                                                                   | 30.000    |
| Vereinigte Staaten (RIAA)    | Gold                                                                   | 500.000   |
| Vereinigtes Königreich (BPI) | 3× Platin                                                              | 1.800.000 |
| Insgesamt                    | 3× Gold · 3× Platin ·                                                  | 2.370.000 |

### From the Ritz to the Rubble
| Land/Region                  | Auszeichnungen für Musikverkäufe (Land/Region, Auszeichnung, Verkäufe) | Verkäufe |
| ---------------------------- | ---------------------------------------------------------------------- | -------- |
| Vereinigtes Königreich (BPI) | Platin                                                                 | 600.000  |
| Insgesamt                    | 1× Platin ·                                                            | 600.000  |

### A Certain Romance
| Land/Region                  | Auszeichnungen für Musikverkäufe (Land/Region, Auszeichnung, Verkäufe) | Verkäufe |
| ---------------------------- | ---------------------------------------------------------------------- | -------- |
| Vereinigtes Königreich (BPI) | Gold                                                                   | 400.000  |
| Insgesamt                    | 1× Gold ·                                                              | 400.000  |

### Perhaps Vampires is a Bit Strong But…
| Land/Region                  | Auszeichnungen für Musikverkäufe (Land/Region, Auszeichnung, Verkäufe) | Verkäufe |
| ---------------------------- | ---------------------------------------------------------------------- | -------- |
| Vereinigtes Königreich (BPI) | Silber                                                                 | 200.000  |
| Insgesamt                    | 1× Silber ·                                                            | 200.000  |

### Baby I’m Yours
| Land/Region               | Auszeichnungen für Musikverkäufe (Land/Region, Auszeichnung, Verkäufe) | Verkäufe |
| ------------------------- | ---------------------------------------------------------------------- | -------- |
| Kanada (MC)               | Gold                                                                   | 40.000   |
| Vereinigte Staaten (RIAA) | Gold                                                                   | 500.000  |
| Insgesamt                 | 2× Gold ·                                                              | 540.000  |

### D Is For Dangerous
| Land/Region                  | Auszeichnungen für Musikverkäufe (Land/Region, Auszeichnung, Verkäufe) | Verkäufe |
| ---------------------------- | ---------------------------------------------------------------------- | -------- |
| Vereinigtes Königreich (BPI) | Silber                                                                 | 200.000  |
| Insgesamt                    | 1× Silber ·                                                            | 200.000  |

### Balaclava
| Land/Region                  | Auszeichnungen für Musikverkäufe (Land/Region, Auszeichnung, Verkäufe) | Verkäufe |
| ---------------------------- | ---------------------------------------------------------------------- | -------- |
| Vereinigtes Königreich (BPI) | Silber                                                                 | 200.000  |
| Insgesamt                    | 1× Silber ·                                                            | 200.000  |

### Only Ones Who Know
| Land/Region                  | Auszeichnungen für Musikverkäufe (Land/Region, Auszeichnung, Verkäufe) | Verkäufe |
| ---------------------------- | ---------------------------------------------------------------------- | -------- |
| Vereinigtes Königreich (BPI) | Silber                                                                 | 200.000  |
| Insgesamt                    | 1× Silber ·                                                            | 200.000  |

### Do Me a Favour
| Land/Region                  | Auszeichnungen für Musikverkäufe (Land/Region, Auszeichnung, Verkäufe) | Verkäufe |
| ---------------------------- | ---------------------------------------------------------------------- | -------- |
| Vereinigtes Königreich (BPI) | Silber                                                                 | 200.000  |
| Insgesamt                    | 1× Silber ·                                                            | 200.000  |

### Old Yellow Bricks
| Land/Region                  | Auszeichnungen für Musikverkäufe (Land/Region, Auszeichnung, Verkäufe) | Verkäufe |
| ---------------------------- | ---------------------------------------------------------------------- | -------- |
| Vereinigtes Königreich (BPI) | Gold                                                                   | 400.000  |
| Insgesamt                    | 1× Gold ·                                                              | 400.000  |

### I Want It All
| Land/Region                  | Auszeichnungen für Musikverkäufe (Land/Region, Auszeichnung, Verkäufe) | Verkäufe |
| ---------------------------- | ---------------------------------------------------------------------- | -------- |
| Vereinigtes Königreich (BPI) | Silber                                                                 | 200.000  |
| Insgesamt                    | 1× Silber ·                                                            | 200.000  |

### No.1 Party Anthem
| Land/Region                  | Auszeichnungen für Musikverkäufe (Land/Region, Auszeichnung, Verkäufe) | Verkäufe  |
| ---------------------------- | ---------------------------------------------------------------------- | --------- |
| Kanada (MC)                  | Platin                                                                 | 80.000    |
| Vereinigte Staaten (RIAA)    | Platin                                                                 | 1.000.000 |
| Vereinigtes Königreich (BPI) | Platin                                                                 | 600.000   |
| Insgesamt                    | 3× Platin ·                                                            | 1.680.000 |

### Mad Sounds
| Land/Region                  | Auszeichnungen für Musikverkäufe (Land/Region, Auszeichnung, Verkäufe) | Verkäufe |
| ---------------------------- | ---------------------------------------------------------------------- | -------- |
| Vereinigtes Königreich (BPI) | Silber                                                                 | 200.000  |
| Insgesamt                    | 1× Silber ·                                                            | 200.000  |

### Fireside
| Land/Region                  | Auszeichnungen für Musikverkäufe (Land/Region, Auszeichnung, Verkäufe) | Verkäufe |
| ---------------------------- | ---------------------------------------------------------------------- | -------- |
| Kanada (MC)                  | Gold                                                                   | 40.000   |
| Vereinigtes Königreich (BPI) | Silber                                                                 | 200.000  |
| Insgesamt                    | 1× Silber · 1× Gold ·                                                  | 240.000  |

### Knee Socks
| Land/Region                  | Auszeichnungen für Musikverkäufe (Land/Region, Auszeichnung, Verkäufe) | Verkäufe  |
| ---------------------------- | ---------------------------------------------------------------------- | --------- |
| Kanada (MC)                  | Platin                                                                 | 80.000    |
| Vereinigte Staaten (RIAA)    | Platin                                                                 | 1.000.000 |
| Vereinigtes Königreich (BPI) | Platin                                                                 | 600.000   |
| Insgesamt                    | 3× Platin ·                                                            | 1.680.000 |

### I Wanna Be Yours
| Land/Region                  | Auszeichnungen für Musikverkäufe (Land/Region, Auszeichnung, Verkäufe) | Verkäufe  |
| ---------------------------- | ---------------------------------------------------------------------- | --------- |
| Dänemark (IFPI)              | Platin                                                                 | 90.000    |
| Griechenland (IFPI)          | Diamant                                                                | 100.000   |
| Italien (FIMI)               | 2× Platin                                                              | 200.000   |
| Kanada (MC)                  | 5× Platin                                                              | 400.000   |
| Neuseeland (RMNZ)            | 3× Platin                                                              | 90.000    |
| Portugal (AFP)               | 5× Platin                                                              | 50.000    |
| Spanien (Promusicae)         | 2× Platin                                                              | 120.000   |
| Vereinigte Staaten (RIAA)    | 4× Platin                                                              | 4.000.000 |
| Vereinigtes Königreich (BPI) | 2× Platin                                                              | 1.200.000 |
| Insgesamt                    | 24× Platin · 1× Diamant ·                                              | 6.250.000 |

### Stop The World I Wanna Get Off With You
| Land/Region                  | Auszeichnungen für Musikverkäufe (Land/Region, Auszeichnung, Verkäufe) | Verkäufe |
| ---------------------------- | ---------------------------------------------------------------------- | -------- |
| Vereinigtes Königreich (BPI) | Silber                                                                 | 200.000  |
| Insgesamt                    | 1× Silber ·                                                            | 200.000  |

### Star Treatment
| Land/Region                  | Auszeichnungen für Musikverkäufe (Land/Region, Auszeichnung, Verkäufe) | Verkäufe |
| ---------------------------- | ---------------------------------------------------------------------- | -------- |
| Vereinigtes Königreich (BPI) | Silber                                                                 | 200.000  |
| Insgesamt                    | 1× Silber ·                                                            | 200.000  |

## Auszeichnungen nach Videoalben

### At the Apollo
| Land/Region                  | Auszeichnungen für Musikverkäufe (Land/Region, Auszeichnung, Verkäufe) | Verkäufe |
| ---------------------------- | ---------------------------------------------------------------------- | -------- |
| Vereinigtes Königreich (BPI) | Gold                                                                   | 25.000   |
| Insgesamt                    | 1× Gold ·                                                              | 25.000   |

## Statistik und Quellen
| Land/RegionAuszeichnungen für Musikverkäufe (Land/Region, Auszeichnungen, Verkäufe, Quellen) | Silber       | Gold       | Platin         | Diamant     | Verkäufe    | Quellen              |
| -------------------------------------------------------------------------------------------- | ------------ | ---------- | -------------- | ----------- | ----------- | -------------------- |
| Australien (ARIA)                                                                            | —            | 2× Gold2   | 4× Platin4     | —           | 350.000     | aria.com.au          |
| Belgien (BRMA)                                                                               | —            | 2× Gold2   | —              | —           | 35.000      | ultratop.be          |
| Dänemark (IFPI)                                                                              | —            | 3× Gold3   | 14× Platin14   | —           | 835.000     | ifpi.dk              |
| Deutschland (BVMI)                                                                           | —            | Gold1      | —              | —           | 150.000     | musikindustrie.de    |
| Europa (IFPI)                                                                                | —            | —          | Platin1        | —           | (1.000.000) | ifpi.org             |
| Europa (Impala)                                                                              | —            | —          | 4× Platin4     | 2× Diamant2 | (2.100.000) | Einzelnachweise      |
| Frankreich (SNEP)                                                                            | —            | —          | Platin1        | —           | 100.000     | snepmusique.com      |
| Griechenland (IFPI)                                                                          | —            | 3× Gold3   | 11× Platin11   | Diamant1    | 350.000     | Einzelnachweise      |
| Irland (IRMA)                                                                                | —            | —          | Platin1        | —           | 15.000      | irishcharts.ie       |
| Italien (FIMI)                                                                               | —            | 4× Gold4   | 12× Platin12   | —           | 970.000     | fimi.it              |
| Japan (RIAJ)                                                                                 | —            | 2× Gold2   | —              | —           | 200.000     | riaj.or.jp           |
| Kanada (MC)                                                                                  | —            | 7× Gold7   | 25× Platin25   | Diamant1    | 3.100.000   | musiccanada.com      |
| Mexiko (AMPROFON)                                                                            | —            | Gold1      | 6× Platin6     | —           | 390.000     | amprofon.com.mx      |
| Neuseeland (RMNZ)                                                                            | —            | —          | 31× Platin31   | —           | 765.000     | radioscope.co.nz NZ2 |
| Niederlande (NVPI)                                                                           | —            | —          | Platin1        | —           | 40.000      | nvpi.nl              |
| Norwegen (IFPI)                                                                              | —            | Gold1      | —              | —           | 15.000      | ifpi.no              |
| Polen (ZPAV)                                                                                 | —            | —          | Platin1        | —           | 20.000      | olis.pl              |
| Portugal (AFP)                                                                               | —            | Gold1      | 17× Platin17   | —           | 177.500     | Einzelnachweise      |
| Spanien (Promusicae)                                                                         | —            | 6× Gold6   | 8× Platin8     | —           | 660.000     | elportaldemusica.es  |
| Vereinigte Staaten (RIAA)                                                                    | —            | 4× Gold4   | 29× Platin29   | —           | 31.000.000  | riaa.com             |
| Vereinigtes Königreich (BPI)                                                                 | 23× Silber23 | 11× Gold11 | 62× Platin62   | —           | 39.968.000  | bpi.co.uk            |
| Insgesamt                                                                                    | 23× Silber23 | 47× Gold47 | 229× Platin229 | 4× Diamant4 |             |                      |